# Ділі
Ді́лі (тетум Dili, порт. Díli) — столиця та найбільше місто Східного Тимору. У Ділі знаходяться центральні державні органи Демократичної Республіки Східного Тимору. Ділі — головний порт і комерційний центр Східного Тимору. У місті знаходиться летовище, назване на честь національного героя Східного Тимору Ніколау Лобато.
Ділі розділений на 18 районів (Sucos), кожен з яких має голову і раду. У місті знаходиться декілька навчальних закладів: приватний університет, політехнічний інститут, педагогічне, медичне і адміністративне училища. У місті є також велика регіональна бібліотека і шпиталь. Вершину мису Фатукака, з якої відкривається панорама всього міста, вінчає масивна статуя Христа.

## Географія

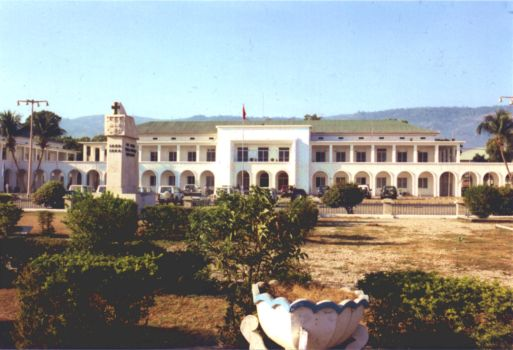
Урядовий палац у Ділі

Місто розташоване на північному узбережжі острову Тимор, на висоті 11 метрів над рівнем моря, у південній частині Малих Зондських островів Малайського архіпелагу. Є центром однойменної округи, до якої крім власне міста і околиць входить острів Атауро. Ділі — найбільший культурний і туристичний центр країни.
В околицях Ділі переважають вічнозелені та листопадні види дерев і чагарників, рівнини вкриті травою аланг-аланг. Деревні породи (дикорослі): евкаліпт, сандалове дерево із запашною деревиною (ендемік), тикове, червоне і залізне дерево, пальми різних порід. Фауна представлена оленями, кускус, какаду та бео, ящірками та зміями, різноманітними рибами і морськими тваринами.

## Населення

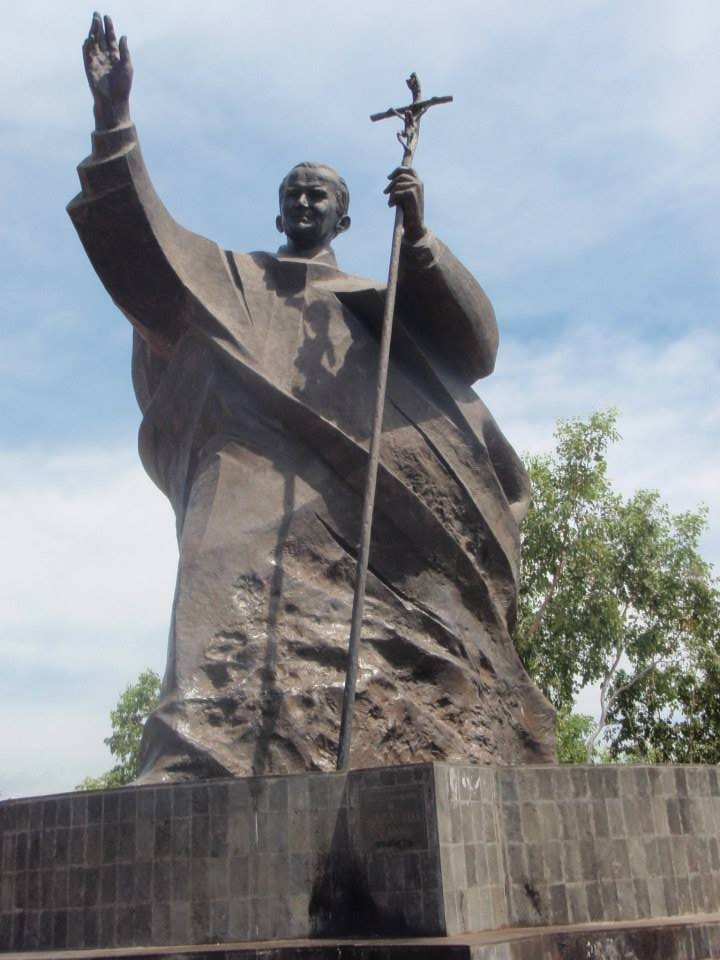
Пам'ятник Івану Павлу II.

Населення — 193 563 осіб. Більша частина населення Ділі розмовляє індонезійськими мовами (атоні, тетум, мамбай, тукудеде та ін.), частина корінних мешканців (маре, бунака, макасаї, дагода та ін.) — на мовах, близьких до папуаських. У столиці є також невелика кількість португальців та китайців. Ділі відомий своїми ритуальними і церемоніальними танцями (тобі-тобі тв інші), виконуваними у своєрідному музичному стилі крончонґ, який народився у результаті взаємодії місцевої і португальської культур.

## Історія

Герб міста португальського періоду

Найдавніші історичні відомості про Тимор свідчать про те, що в XIV ст. територію, на якій нині знаходиться Ділі, населяли племена, котрі платили данину яванській державі Маджапахіт. Починаючи з XV ст. острів став об'єктом колоніальної експансії португальців і голландців.
Ділі засноване у 1520 році португальцями. У 1596 році Ділі став столицею Португальського Тимору. 1859 року острів Тимор поділили на 2 частини: Нідерландам дісталася південно-західна частина, Португалії — північно-східна, територія сучасної Ділі. У результаті геноциду, проведеного колонізаторами і португальсько-голландських зіткнень населення острова скоротилося, а його економічний і культурний розвиток було паралізовано на довгі роки.
Під час Другої світової війни Ділі був окупований Японією. З утворенням Індонезійської республіки у 1945 році, колишня нідерландська частина Тимору увійшла до її складу і стала колонією, а у 1975 році до Індонезії приєднали і португальську частину острова. Ділі став великим адміністративним центром Східного Тимору. У 1999 року більша частина Ділі була зруйнована в ході збройного конфлікту з індонезійськими військами. 20 травня 2002 Індонезія проголосила незалежність Східного Тимору, столицею якого стало Ділі.

## Клімат
У Ділі панує субекваторіальний мусонний клімат, температура повітря у місті впродовж усього року + 25-27 °С, опадів випадає 1000 мм на рік. Сухий сезон триває з травня по листопад.
| Клімат Ділі                                | Клімат Ділі | Клімат Ділі | Клімат Ділі | Клімат Ділі | Клімат Ділі | Клімат Ділі | Клімат Ділі | Клімат Ділі | Клімат Ділі | Клімат Ділі | Клімат Ділі | Клімат Ділі | Клімат Ділі |
| Показник                                   | Січ.        | Лют.        | Бер.        | Квіт.       | Трав.       | Черв.       | Лип.        | Серп.       | Вер.        | Жовт.       | Лист.       | Груд.       | Рік         |
| Абсолютний максимум, °C                    | 36,0        | 35,5        | 36,6        | 36,0        | 35,7        | 36,5        | 34,1        | 35,0        | 34,0        | 34,5        | 36,0        | 35,5        | 36,6        |
| Середній максимум, °C                      | 31,3        | 31,1        | 31,2        | 31,5        | 31,3        | 30,7        | 30,2        | 30,1        | 30,3        | 30,5        | 31,4        | 31,1        | 30,9        |
| Середня температура, °C                    | 27,7        | 27,6        | 27,4        | 27,4        | 27,0        | 26,8        | 25,5        | 25,1        | 25,4        | 26,0        | 27,2        | 27,4        | 26,6        |
| Середній мінімум, °C                       | 24,1        | 24,1        | 23,5        | 23,5        | 22,8        | 21,9        | 20,8        | 20,1        | 20,5        | 21,5        | 23,0        | 23,6        | 22,4        |
| Абсолютний мінімум, °C                     | 19,0        | 16,2        | 16,5        | 18,2        | 13,2        | 14,5        | 12,4        | 11,8        | 13,4        | 16,1        | 18,0        | 16,7        | 11,8        |
| Середня кількість сонячних годин на місяць | 189,1       | 161,0       | 235,6       | 234,0       | 266,6       | 246,0       | 272,8       | 291,4       | 288,0       | 297,6       | 270,0       | 220,1       |             |
| Норма опадів, мм                           | 139.5       | 138.7       | 132.7       | 104.3       | 74.9        | 58.4        | 20.1        | 12.1        | 9.0         | 12.8        | 61.4        | 144.9       | 908.8       |
| Днів з опадами                             | 13          | 13          | 11          | 9           | 6           | 4           | 3           | 1           | 1           | 2           | 6           | 11          | 80          |
| Вологість повітря, %                       | 80          | 82          | 80          | 77          | 75          | 72          | 71          | 70          | 71          | 72          | 73          | 77          | 75          |
| ------------------------------------------ | ----------- | ----------- | ----------- | ----------- | ----------- | ----------- | ----------- | ----------- | ----------- | ----------- | ----------- | ----------- | ----------- |
| Джерело: Deutscher Wetterdienst            |             |             |             |             |             |             |             |             |             |             |             |             |             |

## Галерея

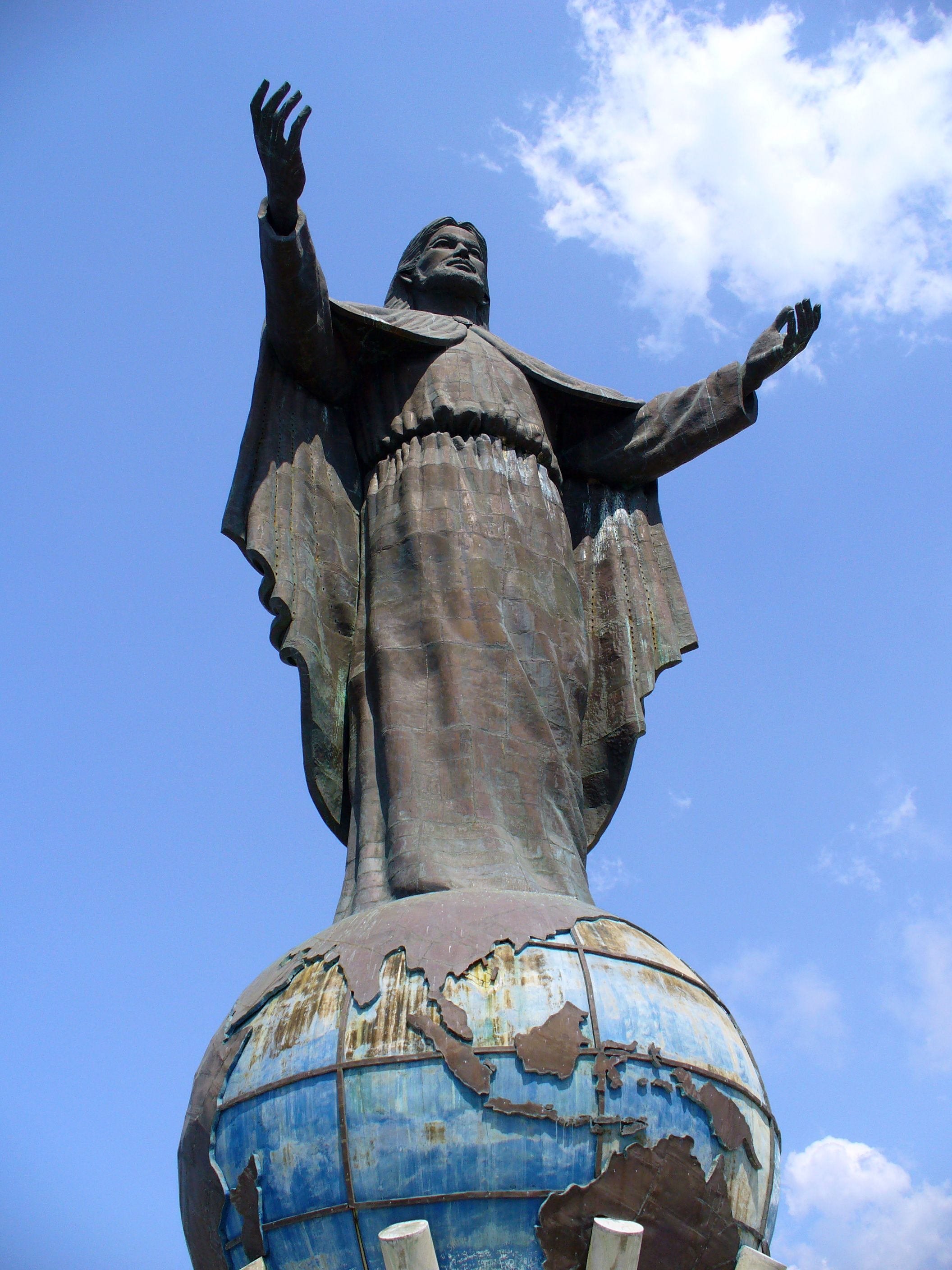
Статуя Ісуса Христа
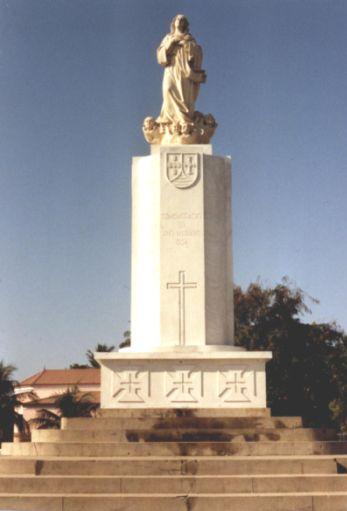
Статуя Діви Марії
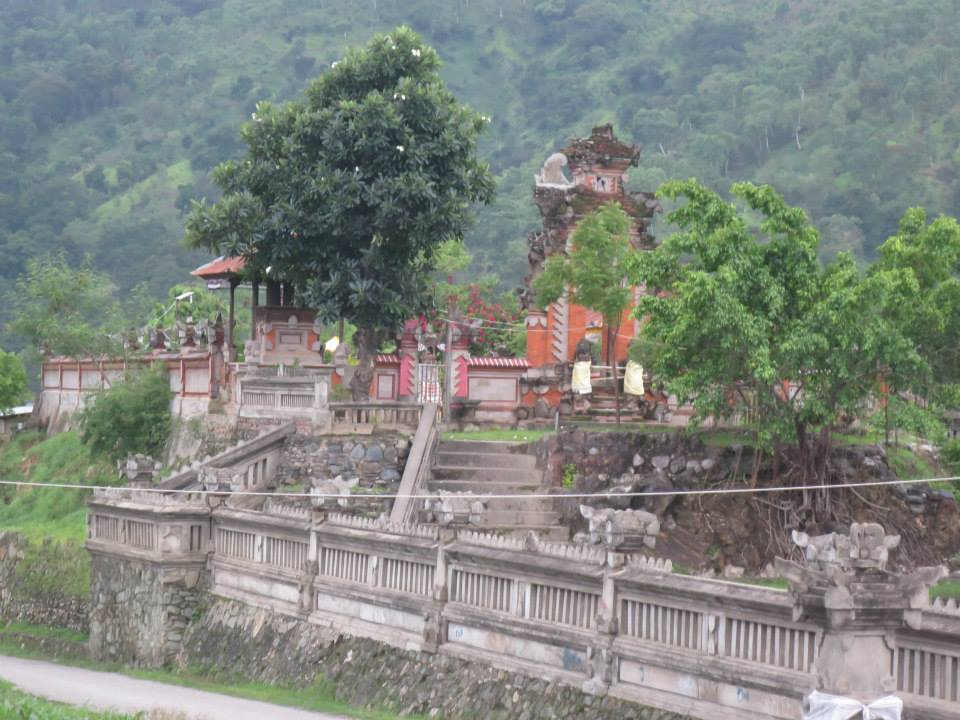
Індуїстський храм «Пура Джирінатха», побудований під час індонезійської окупації
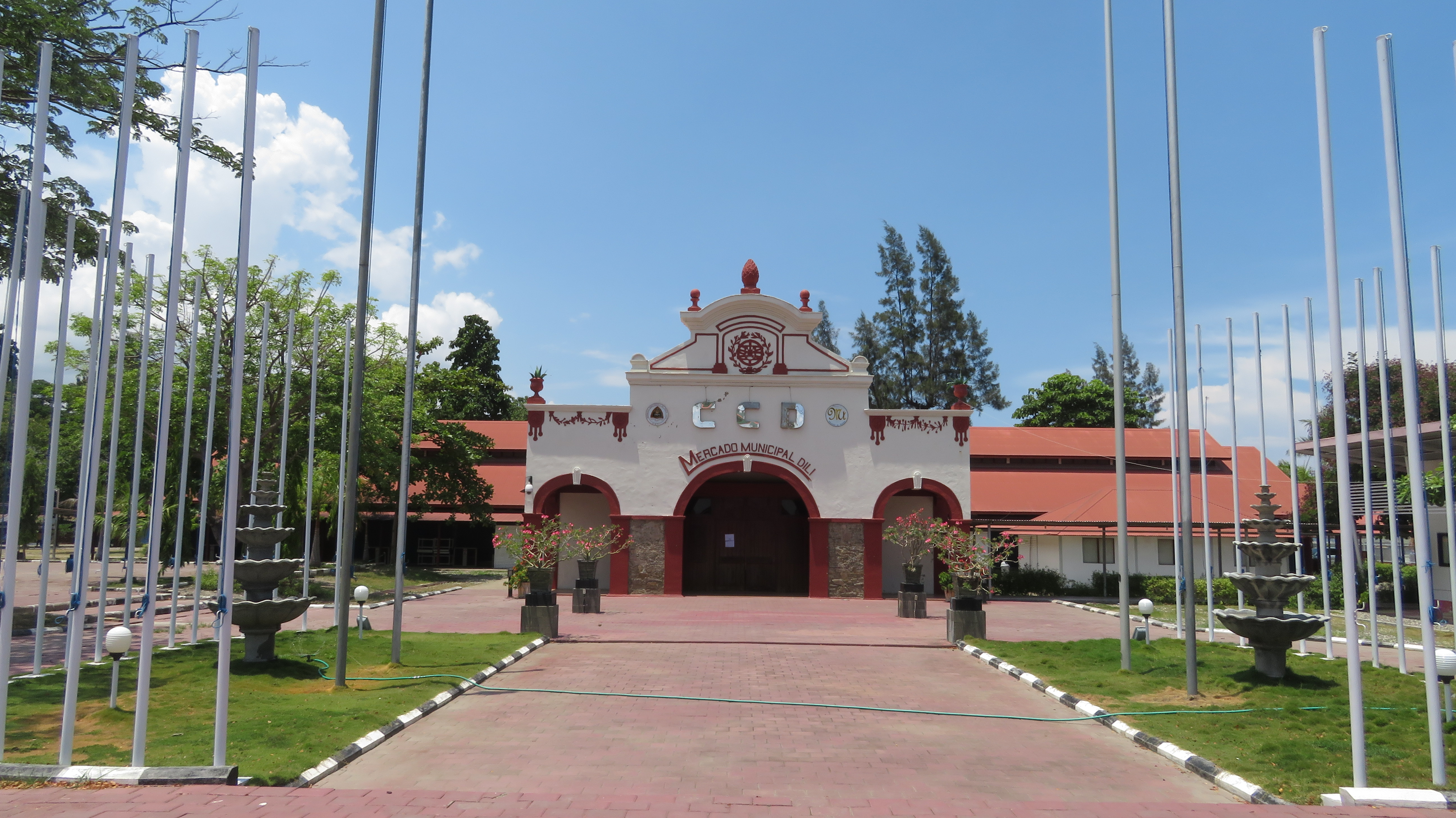
Муніципальний ринок Ділі
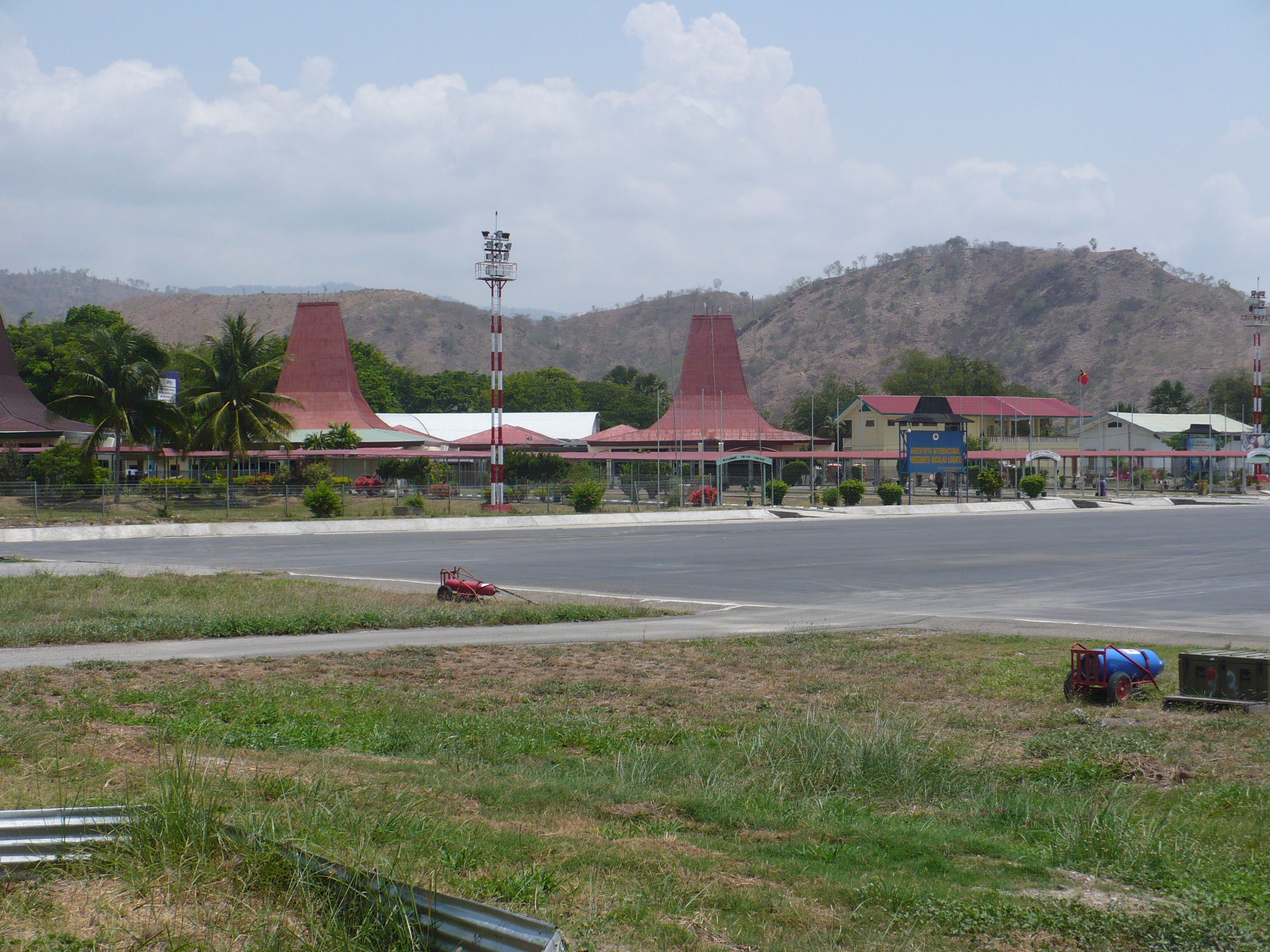
Міжнародний аеропорт Ділі